# Ribeira de Santo Amaro
Ribeira de Santo Amaro é uma localidade portuguesa situada  na freguesia do Louriçal, Município de Pombal, Distrito de Leiria. Fica situada entre Outeiro do Louriçal e Louriçal.

## Significado do nome
Etimológico: Ribeira: rio pequeno; porção de terreno banhado por um rio.

## História
No ano de 1836 existiam apenas 12 casas.